# Дифоронпентапероксид
Дифоронпентапероксидът C18H26O2(O2)5 (ДФПП) е органичен пероксид притежаващ взривни свойства. Той е мощно иницииращо (първично) взривно вещество.

## Характеристики
Представлява светложълт кристален прах с характерна миризма. Неразтворим е във вода, но добре се разтваря в ацетон. Лесно се запалва от пламък. На открито в малко количество изгаря бързо с голям пламък и почти без дим; в по-голямо количество детонира. Пресован в стоманена тръба детонира със скорост 9000 м/с. Чувствителен към силен удар и триене. Термически неустойчив – разлага се още при 40 °C.

## Получаване
В лабораторни условия дифоронпентапероксидът може да се получи от ацетон (50 мл.), 35% солна киселина (50 мл.) и 30% водороден пероксид (65 мл.). За целта първо се смесват ацетонът и солната киселина. Сместа се слага в колба с обратен хладилник и се нагрява на водна баня до 60-70 °C. При тези условия веществата се оставят да реагират до получаване на тъмночервен, почти черен цвят. Обратният хладилник се маха и течността се оставя на открито при темп. 70 °C за да се изпари нереагиралият ацетон. Полученият хлорофорон се охлажда и се поставя в ледена баня. Работи се с предпазни очила тъй като попаднал в очите хлорофоронът може да причини слепота, а изпаренията му причиняват сълзене. Към него се добавя водородният пероксид на капки и при разбъркване като температуратурата не трябва да превишава 0 °C тъй като над нея веществата започват да се разлагат и това би довело до снижаване на добива. Получената светложълта утайка се отделя на филтър и се промива с 5% разтвор на сода за хляб. Суши се на сянка при стайна температура.
Поради невъзможност за пълно дестилиране или изпарение на ацетона от сместа след добавяне на водородния пероксид се получава макар и малко ацетон пероксид. Количеството му е изключително минимално – АП изисква време за получаване, докато ДФПП се формира моментално, а и количествата ацетон и солна киселина в крайната смес са ниски.

## Приложение
Въпреки добрите си взривни качества дифоронпентапероксидът не намира промишлено приложение поради ниската си термическа стабилност и паралелно получаване на ацетон пероксид.